# Дженсько (Любуське воєводство)
Дженсько (пол. Drzeńsko) — село в Польщі, у гміні Жепін Слубицького повіту Любуського воєводства.
Населення — 433 особи (2011).
У 1975-1998 роках село належало до Гожовського воєводства.

## Демографія
Демографічна структура станом на 31 березня 2011 року:
|          | Загалом | Допрацездатний вік | Працездатний вік | Постпрацездатний вік |
| -------- | ------- | ------------------ | ---------------- | -------------------- |
| Чоловіки | 225     | 55                 | 153              | 17                   |
| Жінки    | 208     | 52                 | 120              | 36                   |
| Разом    | 433     | 107                | 273              | 53                   |